# Gonanticlea hyposcia
Gonanticlea hyposcia är en fjärilsart som beskrevs av Louis Beethoven Prout. Gonanticlea hyposcia ingår i släktet Gonanticlea och familjen mätare. Inga underarter finns listade i Catalogue of Life.